# Lieberose
Lieberose là một thị xã ở huyện Dahme-Spreewald, bang Brandenburg, Đức. Đô thị Lieberose có diện tích 72,51 km², dân số thời điểm 31 tháng 12 năm 2006 là 1573 người. Lieberose có cự ly 25 km về phía bắc Cottbus.
Trong thế chiến II, một phân trại của trại tập trung Sachsenhausen tọa lạc ở đây.
Sau thế chiến 2, đây là nhà tù của Cơ quan mật vụ Liên Xô (NKGB).